# Lignje
Lignje su mekušci s izduženim mekanim tijelom, velikim očima, osam krakova i dva ticala iz redova Myopsida, Oegopsida i Bathyteuthida (iako se mnogi drugi mekušci unutar šire skupine Neocoleoidea također nazivaju lignjama unatoč tome što nisu strogo u skladu s ovim kriterijima). Kao i svi drugi glavonošci, lignje imaju posebnu glavu, bilateralnu simetriju i plašt. Uglavnom su mekog tijela, poput hobotnica, ali imaju mali unutarnji kostur u obliku štapićastog gladijusa ili pera, napravljenog od hitina.
Lignje su se odvojile od ostalih glavonožaca tijekom jure i imaju sličnu ulogu kao prave koštunjače kao predatori otvorenih voda slične veličine i ponašanja. Igraju važnu ulogu u hranidbenoj mreži otvorenih voda. Dva dugačka pipka koriste se za hvatanje plijena, a osam krakova za držanje i kontrolu. Kljun zatim reže hranu na komade odgovarajuće veličine za gutanje. Lignje su brzi plivači, kreću se mlaznim pogonom i uglavnom lociraju svoj plijen pogledom. One su među najinteligentnijim beskralješnjacima, a skupine Humboldtovih lignji opažene su u zajedničkom lovu. Plijen su im: morski psi, druge ribe, morske ptice, tuljani i kitovi, osobito ulješure.
Lignje mogu promijeniti boju za kamuflažu i signalizaciju. Neke vrste su bioluminiscentne, koriste svoje svjetlo za kamuflažu protiv osvjetljenja, dok mnoge vrste mogu izbaciti oblak tinte kako bi odvratile pažnju predatorima.
Lignje se koriste za prehranu ljudi u komercijalnom ribolovu u: Japanu, Sredozemnom moru, jugozapadnom Atlantiku, istočnom Pacifiku i drugdje. Koriste se u kuhinjama diljem svijeta, često poznate kao „kalamari”. Lignje se pojavljuju u književnosti još od antičkih vremena, posebno u pričama o divovskim lignjama i morskim čudovištima.

## Galerija
- Lignje kao hrana.
- Karipska grebenska lignja
- Havajska lignja podrezanog repa
- Divovska lignja